# Wysoczyzna (Pasmo Wolińskie)
Wysoczyzna – wzniesienie o wysokości 102,0 m n.p.m. na wyspie Wolin, w Pasmie Wolińskim, na terenie Wolińskiego Parku Narodowego, położone w woj. zachodniopomorskim, w powiecie kamieńskim, w gminie Międzyzdroje.
Kilkaset metrów na północ od Wysoczyzny znajduje się Góra Świętej Anny.
Nazwę Wysoczyzna wprowadzono urzędowo rozporządzeniem w 1949 roku, zastępując poprzednią niemiecką nazwę Marien Höhe. Natomiast położone 0,8 km na północny wschód wzniesienie Kahle Berg (pol. Łysa Góra) nosi obecnie polską nazwę Góra Marii.